# Georg Ganter

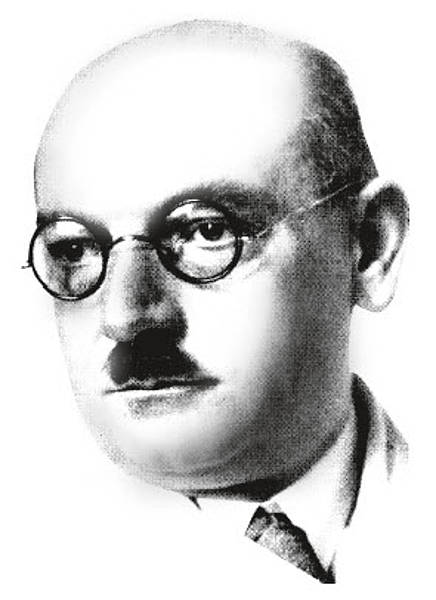
Georg Ganter

Georg Ganter (* 18. April 1885 in Wald-Michelbach, Ortsteil Unter-Schönmattenwag, Landkreis Bergstraße; † 5. Mai 1940 in Rostock) war Internist, Oberarzt und Professor an der Julius-Maximilians-Universität Würzburg.

## Leben und Wirken
Seine Eltern waren der Landwirt Peter Ganter (1849–1917) und Margarete Ganter (* 1860), geborene Martin.
Georg Ganter studierte zunächst in Freiburg im Breisgau Medizin, wo er bereits 1912 promoviert wurde und sich 1918 habilitierte. Über die Medizinische Klinik Greifswald gelangte er 1921 an das Würzburger Luitpoldkrankenhaus, wo er die Stelle des Oberarztes übernahm.
1922 wurde ihm der Titel eines außerordentlichen Professors verliehen. Sein Wohnhaus in Würzburg befand sich im heutigen Gebäudekomplex der Kinderklinik des Universitäts-Kinderklinik C 4-7. Die Professur nahm er bis zu seinem Wechsel 1926 an die Medizinische Poliklinik Rostock wahr.
1937 wurde er nach einer Denunziation durch seinen Kollegen Werner Böhme, in Anwendung des Gesetzes zur Wiederherstellung des Berufsbeamtentums von 1933, aus politischen Gründen vorzeitig emeritiert und betrieb darauf bis zu seinem Tod eine Privatklinik in Rostock.

## Forschungsgebiete
Experimentelle Untersuchungen zur Physiologie des Herzens, klinische Untersuchungen über Pleuraergüsse, experimentelle Untersuchungen über die Darmbewegungen beim Menschen und zu deren pharmakologischer Beeinflussbarkeit, klinische Untersuchungen über die Darmflora der Menschen, pharmakologische Untersuchungen über die glatte Muskulatur (der Gefäße, des Magens, des Dünndarms, des Dickdarms, der Speiseröhre) und experimentelle Untersuchungen des Blutkreislaufs insbesondere in den Arterien.
Ganter gilt als Spezialist für Innere Medizin und begründete wesentliche Verfahren in seinem Fachgebiet, wie beispielsweise die Gantersche Sonde, eine Duodenalsonde aus Weichgummi mit einem Durchmesser von 15 bis 18 Charrière mit einer zentralen Öffnung und mit achtspiralig angelegten subterminalen Augen.
Besonders hervorzuheben ist die Peritonealdialyse, eine Methode zur Entfernung von Giftstoffen, um ein Nierenversagen abzuwenden. Diese Gantersche Methode gilt als die älteste Form der Peritonealdialyse. Georg Ganter hatte 1923 erstmals eine Niereninsuffizienz bei Tieren durch eine intermittierende Infusion mit anschließender Ablassung der Spülflüssigkeit behandelt. Hermann Werder und Heinrich Heusser haben 1927 mit Ganters Methode als Erste mehrere Patienten mit akutem Nierenversagen durch eine kontinuierliche Dialyse unter Verwendung von zwei Kathetern und von einem Dialysat aus einer auf 42 Grad Celsius erwärmten Ringer-Lösung mit zwei- bis fünfprozentigem Glukoselösungszusatz behandelt; sie konnten eine Senkung des Harnstoffspiegels im Blut nachweisen. „Heusser und Werder fanden bei der gleichen Versuchsanordnung, daß die Leistung des Peritoneums als Ausscheidungsfläche für kristalloidgelöste Stoffe es bei ausgiebiger Spülung mit der Leistung der Niere aufnehmen und sie unter Umständen übertreffen kann.“